# Дисипація
Дисипа́ція (лат. dissipatio, дос. «розсіювання») (рос. диссипация, англ. dissipation, нім. Dissipation f) — процес розсіювання чого-небудь, наприклад, енергії. У фізичних системах — перехід частини енергії впорядкованого процесу в енергію невпорядкованого процесу.
У статистичній фізиці дисипацією називають процеси втрати енергії частинкою або  квазічастинкою при переході від збудженого до термодинамічно рівноважного стану. Наприклад, поглинаючи квант світла, електрон у напівпровіднику переходить у збуджений стан із високою енергією. Згодом він втрачає цю енергію, поступово передаючи її коливанням кристалічної ґратки. Таким чином, поглинута енергія дисипує, перетворюючись у тепло.
Дисипати́вний проце́с (англ. dissipative process) пов'язаний з втратами механічної енергії, частина якої з часом перетворюється на інші види енергії. Процес передавання речовини (напр., дифузія, термодифузія) або енергії (передача теплоти) всередині системи або між системою та оточуючим середовищем, а також хімічна реакція, що проходить у нерівноважних умовах, наближаючи систему до стану рівноваги.
При вивченні нерівноважних відкритих систем цей термін використовується для опису процесів втрати енергії системою й передачї її термостату.
В астрофізиці дисипацією називають явище вивітрювання газів з атмосфер космічних об'єктів. Вона викликана тим, що теплові швидкості руху молекул можуть перевищувати другу космічну швидкість. Гази, молекули яких мають менші молекулярні маси, дисипують (вивітрюються) легше, ніж інші. У зв'язку з цим такі леткі гази, як водень і гелій, практично відсутні в атмосферах планет земної групи, що мають порівняно слабкі гравітаційні поля.

## Дотичний термін
ДИСИПАТИВНИЙ, (рос. диссипативный, англ. dissipative, нім. Dissipations…) — пов'язаний з втратами механічної енергії.